# Інячивці
Інячивці; Інячовце; Іначівці (словац. Iňačovce, Інячовце) — село, громада в окрузі Михайлівці, Кошицький край, Словаччина. Село розташоване на висоті 103 м над рівнем моря. Населення — 625 чол. Вперше згадується в 1417 році.

## Населення
| Рік:            | 1994. | 2004.    | 2014.    | 2024.    |
| --------------- | ----- | -------- | -------- | -------- |
| Кількість осіб: | 570   | 630      | 759      | 909      |
| Різниця:        |       | +10,52 % | +20,47 % | +19,76 % |

| Рік:            | 2023. | 2024.   |
| --------------- | ----- | ------- |
| Кількість осіб: | 896   | 909     |
| Різниця:        |       | +1,45 % |

## Пам'ятки
У селі є греко-католицька церква Успіння Пресвятої Богородиці з початку 19 століття в стилі бароко-класицизму та реформатський костел з 1912 року.
Ще в половині 18 століття в селі була дерев'яна греко-католицька церква Успіння Пресвятої Богородиці з одним дзвоном.

## Географія
Протікає Чечеговський канал.